# Hollow (canção de Dons)
"Hollow" é uma canção do cantor letão Dons que representou a Letónia no Festival Eurovisão da Canção 2024, após vencer a final nacional Supernova 2024.
A música foi originalmente gravada em letão sob o nome de "Lauzto šķēpu karaļvalsts", mas a música foi gravada para inglês para a final nacional letã.

A canção atuou na 2ª semifinal, tendo sido apurada para a grande final onde ficou em 16.º lugar com 64 pontos.